# Tuttiola melantho
Tuttiola melantho är en fjärilsart som beskrevs av Johann Christoph Friedrich Klug 1834. Tuttiola melantho ingår i släktet Tuttiola och familjen juvelvingar. Inga underarter finns listade i Catalogue of Life.